# Vita di Costantino
La Vita di Costantino (in greco antico: Eἰς τὸν βίον τοῦ μακαρίου Κωνσταντίνου βασιλέως?; in latino De vita Constantini) è un'opera di Eusebio di Cesarea scritta nel 337.

## Struttura e contenuto dell'opera
L'opera è divisa in quattro libri. In essi l'autore ha come intento di descrivere esclusivamente gli episodi della vita di Costantino attinenti alla fede e alla religione. Ne risulta un continuo elogio dell'imperatore.

### Libro I
(1-12) Il Proemio parla della morte di Costantino e del regno dei suoi figli. Il narratore afferma che Dio ha elevato Costantino perché "Iddio premia gli imperatori pii e punisce i tiranni". Seguono confronti tra Costantino e Ciro il Grande, Alessandro Magno e Mosè, che fu allevato nelle dimore dei tiranni.
(13-22) Viene presentato nelle sue azioni Costanzo Cloro, padre di Costantino. Questi non condivise le persecuzioni contro i cristiani di Diocleziano, Massimiano e Massenzio, e mise in atto vari stratagemmi per non insospettire i colleghi. Dopo l'abdicazione di Diocleziano e Massimiano, Costanzo ottenne la carica di Primo Augusto. Costantino, che viveva presso Diocleziano, aveva fatto con lui un viaggio in Palestina. Ma in seguito era fuggito presso il padre, abbandonando la corte. Poco dopo essere giunto da Costanzo, questi muore e lascia come imperatore il figlio. Durante i funerali di Costanzo, Costantino viene proclamato augusto dall'esercito.
(23-40) Vittorioso sui barbari e sui Britanni, Costantino decide di liberare Roma da Massenzio. Egli aderisce al cristianesimo ed ha alcune visioni sul cammino da percorrere e sull'adozione della Croce come emblema, il labaro. Diviene inoltre catecumeno e si dedica alla lettura delle Sacre Scritture. Frattanto Massenzio a Roma si comporta in modo tirannico. Ne derivano stragi, stregonerie e carestia. Ma, nello scontro con Costantino, gli eserciti di Massenzio sono sconfitti e lo stesso Massenzio muore sul ponte del fiume Tevere. Costantino si impadronisce di Roma e vi erige una statua.
(41-59) Convinto da questa nuova vittoria di essere beneficato da Dio, Costantino intensifica la sua opera di beneficenza e comincia a partecipare ai sinodi dei vescovi. La sua fortuna non si arresta perché Massimiano, che aveva tentato una congiura, muore. Tuttavia Massimiano, prima di morire emana una legge in favore dei cristiani.  
Intanto il collega di Costantino, Licinio, vessa l'Oriente e diviene pericoloso; anzi riprende la persecuzione a danno dei cristiani. Per finire, Massimino Daia, dopo avere perseguitato i cristiani, fugge vestito da servo. Ma reso cieco dal morbo che lo aveva colpito, legifera anch'egli in favore dei cristiani.

### Libro II
(1-19) Licinio insiste nelle persecuzioni e fa strage di vescovi in Amasea, nel Ponto. Costantino si prepara ad entrare in guerra. Vengono descritti gli opposti atteggiamenti di Licinio (che si rivolge agli idoli) e di Costantino, sempre dedito a pregare Dio. La guerra è favorevole a Costantino, mentre Licinio deve darsi alla fuga. Per le sue preghiere, Costantino ha ottenuto la vittoria e si mostra umano verso i prigionieri. Nell'ultima battaglia, Licinio, sconfitto, perde la vita. Il vincitore può celebrare il trionfo.
(20-42) Rimasto Imperatore unico, Costantino può dedicarsi a rivedere le leggi promulgate dai predecessori contro i cristiani. Nuovamente il racconto si sofferma sulle sciagure toccate ai persecutori. Per riparare i torti commessi, Costantino ordina la restituzione della libertà per quanti l'hanno perduta, la resa dei beni a chi ha subito confische, il diritto di fare testamento in favore della chiesa e la reintegrazione di luoghi di culto o di sepoltura che erano stati alienati dal fisco. Chi ha goduto di proprietà appartenute ai cristiani perseguitati deve fare richiesta di perdono, ma non deve risarcire le rendite ottenute.
(43-49) I provvedimenti presi dall'imperatore sono attuati con efficienza; egli però vuole anche promuovere la presenza di governatori cristiani nelle province e arriva a impedire ai governatori pagani di sacrificare ai loro dèi. Inoltre legifera per la costruzione di altre chiese. In particolare invia una lettera a Eusebio di Cesarea  e agli altri vescovi sulla costruzione delle chiese e ribadisce la sua condanna dell'idolatria, anche in memoria del padre Costanzo Cloro, uomo pio, a differenza di Diocleziano e Massimiano.
(50-60) Si espongono poi le cause che spingono Costantino a irrigidirsi contro i pagani. Il narratore sostiene che la grande persecuzione fu originata dall'oracolo di Apollo, che si dichiarò incapace di vaticinare per la presenza dei giusti. Costantino sostiene il cristianesimo, ma lascia libertà di coscienza.
(61-73) Nel frattempo, da Alessandria, sorgono controversie a causa di Ario, nonché da parte dei Meleziani.. Costantino invia un ambasciatore per ristabilire la pace, ma senza effetto, perché scoppia una disputa tra Alessandro, vescovo di Alessandria, e Ario.  Anche dopo l'invio di questa lettera il tumulto suscitato dalla controversia perdura tenacemente. L'imperatore biasima entrambi i disputanti perché addolorato dal continuo sorgere di polemiche.

### Libro III
(1-24) A causa delle controversie suscitate da Ario in Egitto e della discordia sulla celebrazione della festività della Pasqua, Costantino convoca un concilio in Nicea. I vescovi di tutte le province partecipano al concilio, e Costantino siede con loro, adoperandosi per indirizzare le scelte dell'assemblea. Il concilio è unanime sui temi della fede, (condanna le teorie di Ario) e della Pasqua che, si delibera, sarà celebrata secondo l'uso delle chiese d'Occidente, in una data comune a tutti i cristiani e differente da quella dei giudei. Terminato il concilio, Costantino scrive numerose lettere per esortare al rispetto delle decisioni prese e mantenere la pace e la concordia.
(25-41) Dopo il concilio, l'imperatore ordina di costruire un santuario in Gerusalemme nel luogo della Risurrezione. Si descrivono le condizioni penose in cui si trova il Santo Sepolcro, abbandonato sotto cumuli di terra e statue di idoli. Si provvede allora al recupero del Santo Sepolcro. Vengono impartite le disposizioni ai governatori e al vescovo Macario di Gerusalemme sull'edificazione del santuario. L'opera è progettata e descritta in tutti i dettagli.
(41-47) Per volontà di Costantino e di sua madre, l'imperatrice Elena, si provvede anche all'edificazione di chiese in Betlemme e sul Monte degli Ulivi. Elena, venuta in Palestina, fa costruire codeste chiese. Si ricorda che in seguito Elena morì ottuagenaria: Costantino conferì grandi onori alla madre, in vita e in occasione della sua morte.
(48-58) Il racconto prosegue con l'esposizione delle molte chiese che Costantino fa costruire in Costantinopoli, Nicomedia, Antiochia e Mamre..
tuttavia l'imperatore diviene più determinato nel combattere l'adorazione di idoli, vietandola a Costantinopoli. Fa inoltre demolire il tempio presso Afaca in Fenicia e abolire il culto scandaloso che vi si praticava, distruggere il tempio di Asclepio in Aigai, e abbattere il tempio di Afrodite in Heliopolis e per primo vi edifica una chiesa.
(59-66) Frattanto in Antiochia scoppiano tumulti perché il vescovo, Eustazio di Antiochia, accanito avversario dell'arianesimo, viene mandato in esilio dall'imperatore e la sede resta vacante. Gli antiocheni reclamano come vescovo lo stesso Eusebio di Cesarea, il quale però trova il modo di evitare la sede. Costantino elogia Eusebio per la sua avvedutezza e continua ad esortare alla pace, ma deve combattere sempre di più le eresie.

### Libro IV
(1-13) Si inizia con un nuovo elogio per il buon governo fiscale di Costantino, per la sua sottomissione degli Sciti e dei Sarmati. In seguito a un'ambasceria del re di Persia Sapore II, l'imperatore scrive al monarca una lettera riguardo ai cristiani che vivono in quel paese. Dopo essersi espresso contro gli idoli, i tiranni e i persecutori, ricorda la prigionia di Valeriano. Quindi esorta Sapore ad amare i cristiani che vivono nel suo paese.
(14-32) Costantino, sempre più dedito alla religione, si fa ritrarre in preghiera, e non vuole l'esposizione del suo ritratto nei templi pagani. Zelante nel far rispettare i giorni di venerdì e domenica, ordina che anche i soldati pagani preghino la domenica e formula lui stesso la preghiera per i soldati. Egli si paragona a un vescovo che sovraintende dall'esterno agli affari della chiesa. In più, emana altri provvedimenti contro il culto idolatrico e decreta onori ai martiri. Nel riformare varie altre leggi, vieta che i cristiani possano essere schiavi di giudei.
(33-39) L'autore esamina il suo epistolario con Costantino, sottolinea gli apprezzamenti che l'imperatore gli ha mostrato, parla anche della genesi e composizione dei discorsi del sovrano. Quindi porta altri esempi del favore di Costantino alle città che si convertono: l'emporio dei Gazei riceve il titolo di città e il nome di Costanza. Anche un centro della Fenicia è innalzato a città, mentre in molti altri luoghi si abbattono i templi e si costruiscono chiese.
(40-49) Nel trentesimo anno del suo impero, Costantino proclama imperatori i tre figli, e decide di celebrare la consacrazione del santuario fatto erigere in Gerusalemme. Tuttavia il perdurare di discordie religiose, soprattutto in Egitto lo convince a organizzare un Sinodo a Tiro e ad inviare una lettera al sinodo. I vescovi accorrono alla consacrazione del Santuario di Gerusalemme. Più tardi, Eusebio descrive a Costantino il santuario e pronuncia il discorso celebrativo del trentennale.
(50-57) Avvengono le nozze di Costanzo cesare, suo figlio. Costantino, di cui si descrivono le premure come padre, divide il potere tra i suoi tre figli, istruendoli nell'arte del governo e nei precetti della fede. Dotato di ottima salute, continua a scrivere discorsi fino all'ultimo giorno della sua vita. Intraprende l'edificazione della basilica dei Santi Apostoli in Costantinopoli e fa costruire in questo tempio la propria tomba.
(60-73) Ammalatosi nella città di Elenopoli, Costantino chiede ai vescovi di impartirgli il battesimo. Si descrivono i preparativi per la cerimonia. Ricevuto il Sacramento e dopo aver innalzato altre lodi al Signore,  Costantino muore a mezzogiorno, nella festività di Pentecoste. La salma è traslata da Nicomedia al palazzo imperiale di Costantinopoli, dove viene accolta dal figlio Costanzo, e quindi deposta nel sepolcro. Dopo la morte Costantino riceve onori come se fosse ancora in vita. A Roma gli vengono dedicate statue ed effigi. L'esercito decreta che i suoi figli vengano proclamati augusti. Si coniano monete con l'effigie di Costantino in atto di ascendere al cielo.

## Edizioni
- (GRC) Über das Leben Constantins, in Werke, vol. 1, herausgegeben im Auftrage der Kirchenväter-Commission der Königl. preussischen Akademie der Wissenschaften von Ivar A. Heikel, Leipzig, J. C. Hinrichs'sche Buchhandlung, 1902,  pp. 1-148.
- (GRC) Über das Leben des Kaisers Constantin, in Werke, vol. 1/1, herausgegeben von Friedhelm Winkelmann, Berlin, Akademie Verlag, 1975.
- Sulla vita di Costantino, introduzione, traduzione e note a cura di Luigi Tartaglia, Napoli, M. D'Auria editore, 1984, SBN CFI0007867.
- (GRC, IT) Vita di Costantino, introduzione, traduzione e note di Laura Franco, Milano, BUR, 2009, ISBN 978-88-17-02906-3.
- (GRC, FR) Vie de Constantin, texte critique par Friedhelm  Winkelmann, introduction et notes par Luce Pietri, traduction par Marie-Joseph Rondeau, Paris, Les Éditions du Cerf, 2013, ISBN 978-2-204-10134-9.